# Chrysobothris harrisi
Chrysobothris harrisi är en skalbaggsart som först beskrevs av Nicholas Marcellus Hentz 1827.  Chrysobothris harrisi ingår i släktet Chrysobothris och familjen praktbaggar. Inga underarter finns listade i Catalogue of Life.